# بورا، شهرستان تایتا–تاوتا
بورا (به لاتین: Bura) یک منطقهٔ مسکونی در کنیا است که در شهرستان تایتا–تاوتا واقع شده است. بورا ۹۹ متر بالاتر از سطح دریا واقع شده است.